# تامی سادربرگ
تامی سادربرگ (سوئدی: Tommy Söderberg؛ زادهٔ ۱۹ اوت ۱۹۴۸) یک بازیکن فوتبال اهل سوئد است.